# Grandin (Dakota del Nord)
Grandin és una població dels Estats Units a l'estat de Dakota del Nord. Segons el cens del 2000 tenia 181 habitants.

## Demografia
Segons el cens del 2000, Grandin tenia 181 habitants, 72 habitatges, i 56 famílies. La densitat de població era de 411,1 hab./km².
Dels 72 habitatges en un 31,9% hi vivien nens de menys de 18 anys, en un 66,7% hi vivien parelles casades, en un 6,9% dones solteres, i en un 22,2% no eren unitats familiars. En el 18,1% dels habitatges hi vivien persones soles el 5,6% de les quals corresponia a persones de 65 anys o més que vivien soles. El nombre mitjà de persones vivint en cada habitatge era de 2,51 i el nombre mitjà de persones que vivien en cada família era de 2,88.
Per edats la població es repartia de la següent manera: un 27,1% tenia menys de 18 anys, un 5,5% entre 18 i 24, un 30,4% entre 25 i 44, un 22,1% de 45 a 60 i un 14,9% 65 anys o més.
L'edat mediana era de 38 anys. Per cada 100 dones de 18 o més anys hi havia 109,5 homes.
La renda mediana per habitatge era de 40.625 $ i la renda mediana per família de 44.063 $. Els homes tenien una renda mediana de 31.667 $ mentre que les dones 21.023 $. La renda per capita de la població era de 15.973 $. Entorn del 8,8% de les famílies i l'11% de la població estaven per davall del llindar de pobresa.

## Poblacions més properes
El següent diagrama mostra les poblacions més properes.